# Солошенко Ірина Леонідівна
Солошенко Ірина Леонідівна (24 липня 1970, Київ, Україна) — волонтерка України, учасниця Революції Гідності, ініціаторка багатьох суспільно необхідних проєктів.
Почала свою волонтерську діяльність як медик майдану під час революції гідності. Найбільш відома за безпосередню участь у створені медичних вагонів, реалізованим проєктом забезпечення апаратами гемодіалізу реанімаційних відділень НВМКЦ ГВКГ та проєктом реновації медичного обладнання Центру крові ЗСУ.

## Освіта
Має два дипломи вищої освіти.
Першу Ірина Солошенко здобула у 1994 році в Українському державному педагогічному університеті ім. Драгоманова на дефектолога-логопеда.
А в 2010 році закінчила Київський національний університет внутрішніх справ на юриста.
Також має свідоцтво медичної сестри.

## Волонтерська діяльність

### Майдан
Медикиня майдану. Чергувала в Будинку Профспілок, як медсестра асистувала під час операцій та перев'язувала поранених у Михайлівському соборі. Є свідком розстрілу Небесної Сотні і давала покази, щодо розстрілів протестувальників на Майдані 20 лютого 2014 року в Генпрокурорі та ДБР.
«Спогади лікарки-волонтерки Майдану Ірини Солошенко».
«Я саме добудувала й оформила будинок 22 листопада 2013 року. Але те, що коїлося на Майдані, — побиття студентів, перші поранені, перші вбиті — змусило мене змінити своє життя докорінно. Окрім двох вищих освіт у мене ще було свідоцтво медичної сестри, тож я пішла в медичну службу Майдану.»
Відразу після анексії Росією Криму вона написала заяву за власним бажанням на мобілізацію, а після відмови військкомату пішла туди, де відчувала себе найбільш корисною, — до Головного військового шпиталю, де на громадських засадах стала волонтеркою з 2014 по 2017 рр.
Ірина Солошенко возила допомогу військовим і медикам у зону АТО, допомагала евакуйовувати цивільних. Є однією зі співзасновників Волонтерської Сотні «Доброволя».
«Восени 2014 року ми вперше поїхали на схід. Ми бачили перші зруйновані села, перші підірвані мости та вирви від обстрілів. Все це тоді викликало шок.»
Її жартома називають «королевою гуманітарки» — вона делікатна й елегантна, має бездоганну репутацію у волонтерських колах. Незрідка абсолютно незнайомі люди з різних країн шлють допомогу шпиталю на її ім'я. Бо на запитання «Чи знаєш когось порядного і тямущого?» сотні людей відповідають: «Солошенко».
«Я дуже не люблю, коли мене так називають — „королева гуманітарки“, бо одразу виникають хибні уявлення про склади та накопичення. Я швидше нормальний кризовий менеджер, логіст та проджект-менеджер, ніж королева гуманітарки…»
У 2015 вийшла заміж за Сергія Литвинка, завідувача приймального відділення «ГВКГ», якого зустріла у шпиталі, куди прийшла як волонтерка у 2014-му.
«Так по черзі ми й їздили на схід: я — в зону АТО як волонтерка, а чоловік — у відрядження до ООС як медик, що організовував евакуацію поранених».

### Повномасштабне вторгнення росії на територію України
24 лютого 2022 року хотіла мобілізуватися як медик до лав ЗСУ, проте не змогла через неповнолітню на момент дитину. Тоді пішла у НВМКЦ ГВКГ до чоловіка, полковника медичної служби, Литвинко Сергія Олексійовича.
«Бої були під Києвом. І перші чотири місяці всі медики жили разом у шпиталі на казармовому становищі. У приймальному відділенні, в коридорі, надавали первинну хірургічну допомогу та стабілізували поранених. Лікарі спали тут-таки на лавках, у спальниках.»

##### Медичні вагони
Завдяки менеджерським навичкам стала ініціаторкою перероблення, реновації медичних вагонів з УЗ і КМС. Разом із Головним Анестезіологом ЗСУ Бугаєм Олександром і працівниками УЗ спланували практичне розташування та оснащення медичного обладнання в вагонах. А з цим забезпечили їхню енергоавтономність, встановивши генератори.
«З березня 2022 року, коли постала необхідність перевозити велику кількість поранених в безпечніші шпиталі далі від лінії фронту, „Укрзалізниця“ разом з Командуванням медичних сил зробили перші прості, але важливі рішення. У плацкартних вагонах видалили бокові сидіння для того, щоб змогла заїхати каталка. Це було дуже важливо. За допомогою цих вагонів, у перший місяць повномасштабного вторгнення вдалось вивезти багато поранених. Це була така екстрена робота, яка врятувала в той час.»
«Блаженнійший Митрополит Епіфаній 29 березня 2024 року звершив благословення евакуаційних залізничних вагонів, які перевозитимуть поранених та травмованих бійців ЗСУ до тилових госпіталів».

##### Будівництво приймального відділення
У 2024 року стала ініціаторкою побудування в НВМКЦ ГВКГ нового сучасного приймального відділення.

###### Із полум'я зродились
- Артбук, мета якого зібрати 19 200 000 грн на створення нового інклюзивного ургентного приймального відділення НВМКЦ. А ще — увічнити людей, які наближають перемогу світла над темрявою.[2]

- Марафон з Сергієм Храпком та Олександром Швецовим. Двоє протезованих захисників вирішили пройти піший марафон, аби зібрати кошти на гастроскоп у приймальне відділення Головного військового клінічного госпіталю.

Олександр Швецов та Сергій Храпко ішли назустріч один одному вздовж траси «Київ-Житомир». Таким чином вони зібрали гроші на гастроскоп й додаткове подароване обладнання  на три мільйони для київського госпіталю, встановили Національний рекорд та змотивували людей, котрі на протезах.
«Це найнеочікуваніша й найприємніша підтримка проєкту на сьогодні, хоч і важко було її прийняти. Ці двоє ветеранів лікувалися в шпиталі, були одними з найперших важких поранених, а я була їхнім волонтером тоді.»

##### Адаптивний одяг
Спеціально розроблений одяг, призначений для людей з обмеженою рухливістю: лежачих хворих, людей з інвалідністю, пацієнтів після операцій, а також людей похилого віку та всіх, хто зазнає труднощів з використанням традиційного одягу.
Разом із ПУМБ і агенцією Ми однієї крові за участі Сергія Жадана започатковано ініціативу з забезпечення адаптивним одягом евакуаційні вагони та медичні заклади Дніпра, Харкова.

## Досвід роботи
У співпраці із багатьма фондами проявила свою ефективність як кризовий менеджер.
- З 2023 року Керівниця медичного напрямку благодійного фонду «КОЛО».
- 2017-2019 рр. ФОП Солошенко Ірина Леонідівна . (Робота з базами даних, інтернет-ресурсами, внесення даних до інтернет-ресурсів)
- 2014-2017 рр. Одна з засновниць ГО Волонтерська Сотня Доброволя.

- 2011-2015 рр. Начальниця комерційного відділу в ДП ІВЦ «Відомості Національних комісії з цінних паперів та фондового ринку». (Робота з клієнтами, укладання договорів, складання позивних заяв, відстоювання прав підприємства у судових процесах)
- 2011 р. Юристка «Маєстро і Партнери» м. Київ. (Складання договорів, консультація, щодо господарського права)
- 2009-2010 рр. Юрисконсульт. (Надання юридичних консультацій, складання позивних заяв. Досвід захисту в судових справах, спеціалізація — господарське право)
- 2006-2009 рр. Економістка ТОВ «Агенція Фондового Ринку» м. Київ. (Складання договорів, пошук нових ринків збуту, організація роботи відділу та контроль роботи)
- 2002-2005 рр. Директорка та засновниця ТОВ «ІреЛен» м. Київ. (Створення, реєстрація фірми з нуля, ведення документації, звітності. Успішний досвід в відведенні двох земельних ділянок у Києві під будівництво та експлуатацію автомийки та автозаправки)
- 1994-1998 рр. Менеджер по маркетингу Науково-виробницької фірми «Рута-фарм». (Знаходження ринку збуту медикаментів, відкриття аптеки)
- 1987-1989 рр. Помічниця вихователя в дитячому спеціалізованому дошкільному закладі м. Київ.

## Нагороди
- Волонтерська премія від ініціативи Євромайдан SOS (2014 року) «За суспільне служіння»
- Орден Княгині Ольги III ступеня (2015 року)
- Відзнака від Міністерства оборони «Знак пошани» (2022 року)
- Відзнака від Міністерства оборони «За сприяння обороні» (2024 року)
- Медаль «Хрест Свободи» (2024 року)
- Хрест «За сприяння Медичним Силам» (2024 року)
- Відзнака Президента України Золоте Серце (2024 року)
- Почесна грамота Київського міського голови (2025 року)
- УП 100. Сила жінок 2025 (2025 року)
- Жінка III тисячоліття (2025 року)

## Додаткові відеоматеріали, інтерв'ю та статі
- «Медики Майдану».
- «Із полум'я зродились»: Small Talk з авторами ідеї артбуку".
- «Волонтери завершують ремонт палат у відділенні гематології в Національному інституті раку (НІР) у Києві».
- «Перша вітчизняна. Другий фронт», — документальний фільм.
- «Відома волонтерка дала ексклюзивне інтерв'ю „ФАКТАМ“».
- «З фронту — до лікарні».
- «Цифровий Архів Майдану».
- Інтерв’ю з волонтеркою Іриною Солошенко.
- Волонтерка Ірина Солошенко про евакуацію.
- Історія волонтерки Ірини Солошенко, яка змінила систему евакуації поранених.
- Ірина Солошенко про евакуацію поранених для Slawa TV.
- Документальний проєкт «Будь її голосом».